# Radna memorija
Radna memorija kod računalskih sustav je onaj dio RAMa koji je dostupan sustavu za obavljanje korisnog rada, tj. onaj dio koji je dostupan korisniku u kojem se mogu kratkoročno spremati i obrađivati podatci i u kojem se mogu smjestiti programi i to je obično izrađeno koristeći nekakvo sklopovlje. Radna memorija također je sustavni koncept u kojem neki sustav drži podatke ili informacije koje se trenutno obrađuju i sinonim je za kratkoročnu memoriju koje se obično koristi u opisivanju rada ljudskog mozga.